# Changement
Een changement is het wisselen van het decor tijdens de voorstelling in een theater. 
Het gaat hierbij om de hangende decors (kapchangement) en de rekwisieten (vloerchangement). 
Tegenwoordig bevinden de decors zich steeds in een computergestuurde hijsinstallatie (de trekkenwand). Hierdoor kan het decor in een paar seconden gewisseld worden. De staande decorstukken kunnen met de hand worden verplaatst, grotere meubels staan op wieltjes. Bij grote musicals wordt er steeds vaker gebruikgemaakt van een computergestuurd railsysteem. 
Om een changement zo onopvallend mogelijk uit te kunnen voeren werd vanouds het doek gesloten. Tegenwoordig wordt alleen het licht gedoofd. Het publiek, dat naar een fel verlicht toneel zat te kijken, ziet dan niet veel, terwijl de toneelknechten al de hele tijd in het donker staan en dus niet aan het donker hoeven te wennen, zij zien dus wat ze doen. Dat voordeel geldt natuurlijk niet voor de acteurs, die ook aan het changement meewerken. Om de veiligheid te vergroten bij kapchangementen worden er tegenwoordig infraroodcamera's gebruikt.
Om te zorgen dat iedereen op tijd zijn changementen uitvoert geeft de voorstellingsleider tekens (cues).
Bij sommige opera's, zoals van Wagner, speelt de muziek tijdens het changement door. Dat betekent dat het changement binnen een bepaalde tijd moet geschieden.
Het is zelfs mogelijk dat een changement binnen een scène optreedt. De acteurs wandelen bijvoorbeeld al pratend een huis uit, wat kan worden aangeduid door tijdens de scène de trekkenwand te veranderen.
Om een changement te vermijden zijn er soms meerdere plaatsen tegelijk op het toneel. Bijvoorbeeld een straat en het interieur van een winkel. Een acteur kan dan de winkel binnengaan zonder dat er een changement nodig is.

## Speelfilm
In een speelfilm - het moderne toneel - is een changement probleemloos. Dit geeft mogelijkheden die er op het toneel niet zijn. Zelfs hier komt een changement binnen een scène soms voor, de achtergrond verandert terwijl de acteurs in beeld blijven.

## Overige
In de paardensport bedoelt men met een changement een galopwissel in de dressuur.